# Adolf Merckle
Adolf Merckle (18. marts 1934 – 5. januar 2009) var en tysk forretningsmand og en af landets rigeste personer.
Merckle blev født i Dresden i en velhavende familie, og størstedelen af hans formue stammede fra arv. Hans bedstefar fra Bøhmen havde opbygget en farmaceutisk engrosvirksomhed, og denne videreudviklede Adolf Merckle til en af Tysklands største i denne branche, Phoenix Pharmahandel. Familien ejer også en række andre virksomheder, herunder medicinalproducenten Ratiopharm, cementfabrikken HeidelbergCement (tidligere over 75 % nu under 25 %) og Kässbohrer, der fremstiller busser og andre køretøjer.
Adolf Merckle var uddannet jurist, men brugte det meste af sin tid på investeringer. Kort før sin død mistede han dog meget store beløb på investeringer i Volkswagen, og det betød, at flere af familiens virksomheder kom i økonomisk fare.
Han begik selvmord ved at kaste sig ud foran et tog.